# Pardners (1917)

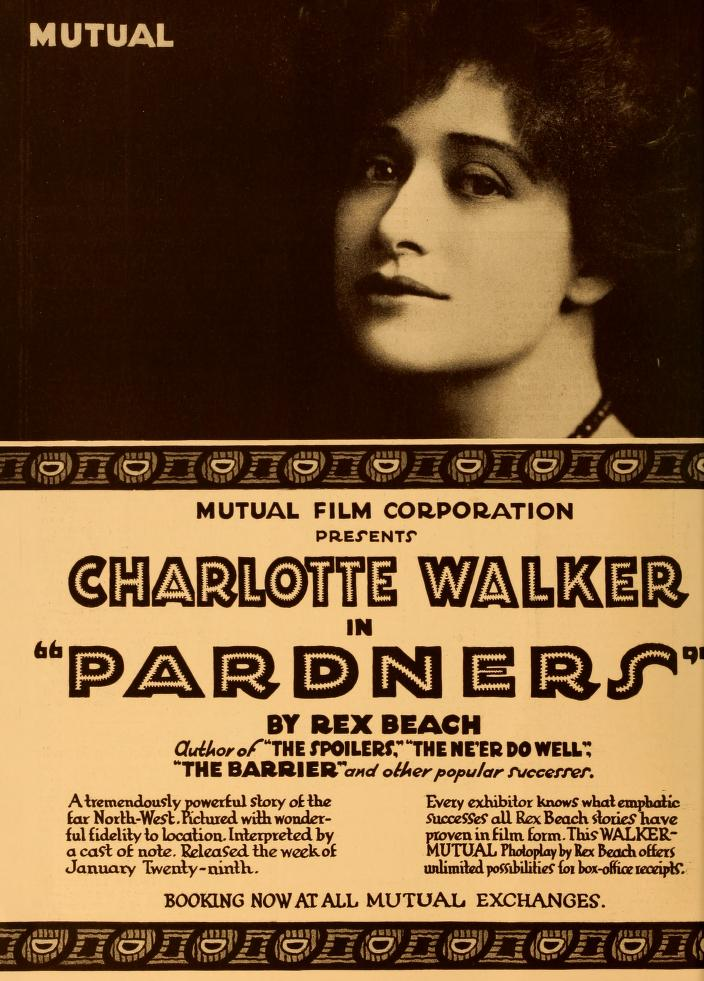
Cartaz

Pardners é um filme mudo do gênero drama produzido nos Estados Unidos e lançado em 1917. É atualmente considerado filme perdido.